# 布呂格勒山

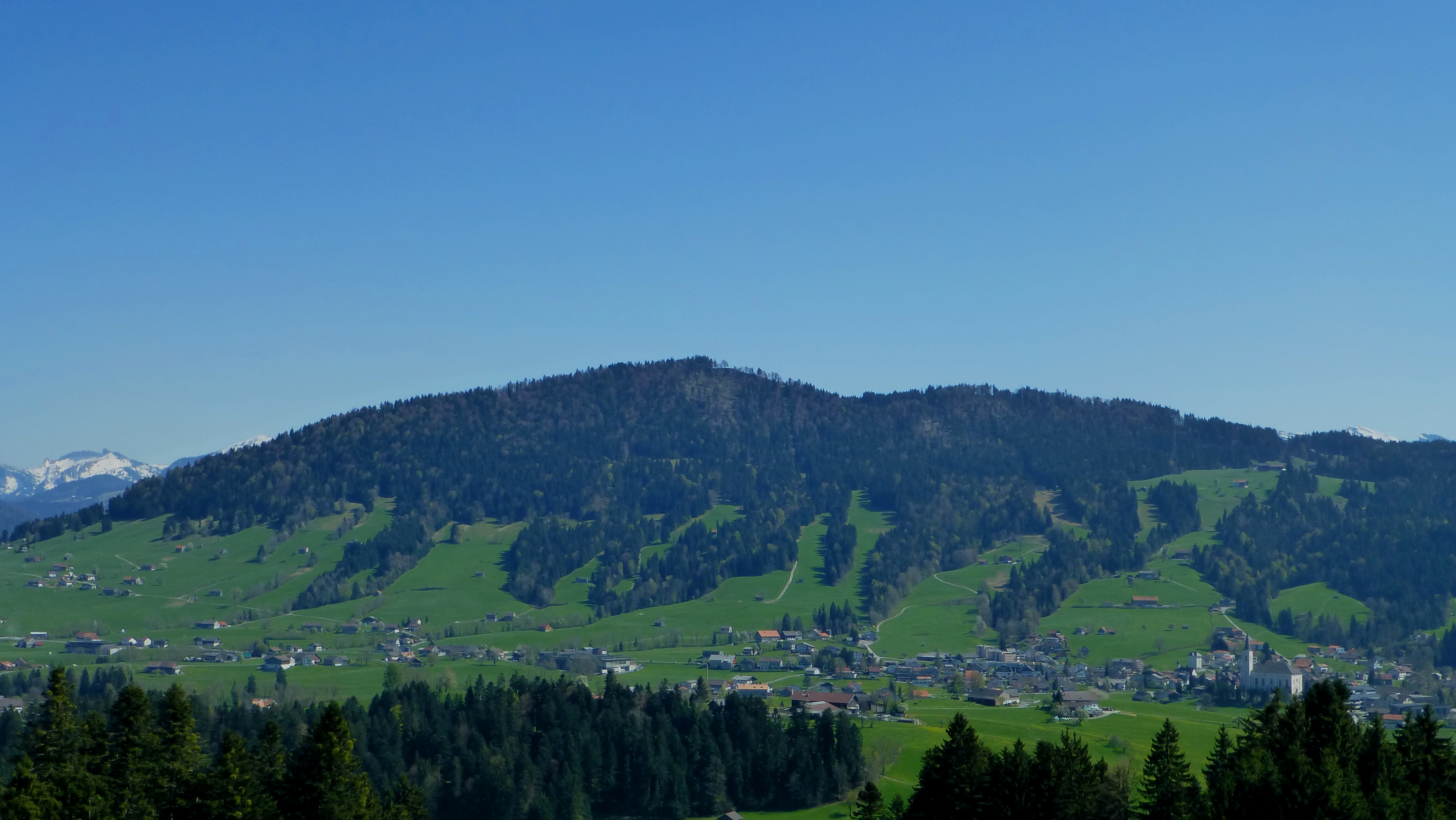

47°26′36.3″N 9°51′10.8″E / 47.443417°N 9.853000°E
布呂格勒山（德語：Brüggelekopf），是奧地利的山峰，位於該國西部，由福拉爾貝格州負責管轄，屬於阿爾高阿爾卑斯山脈的一部分，海拔高度1,029米，每年平均降雨量1,852毫米。